# Glasmosaiken i Tibble kyrka

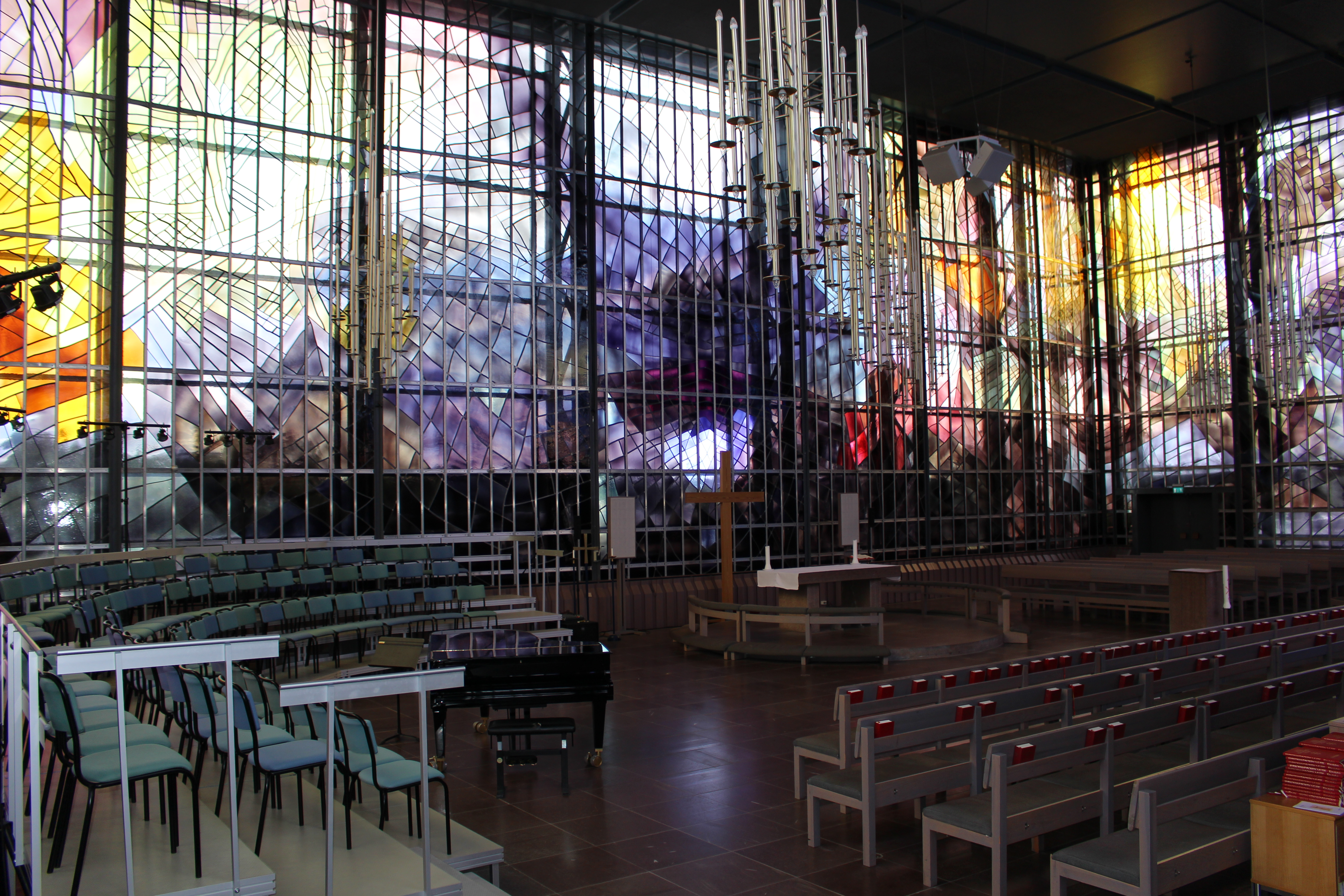
Kyrksalens glasväggar inifrån

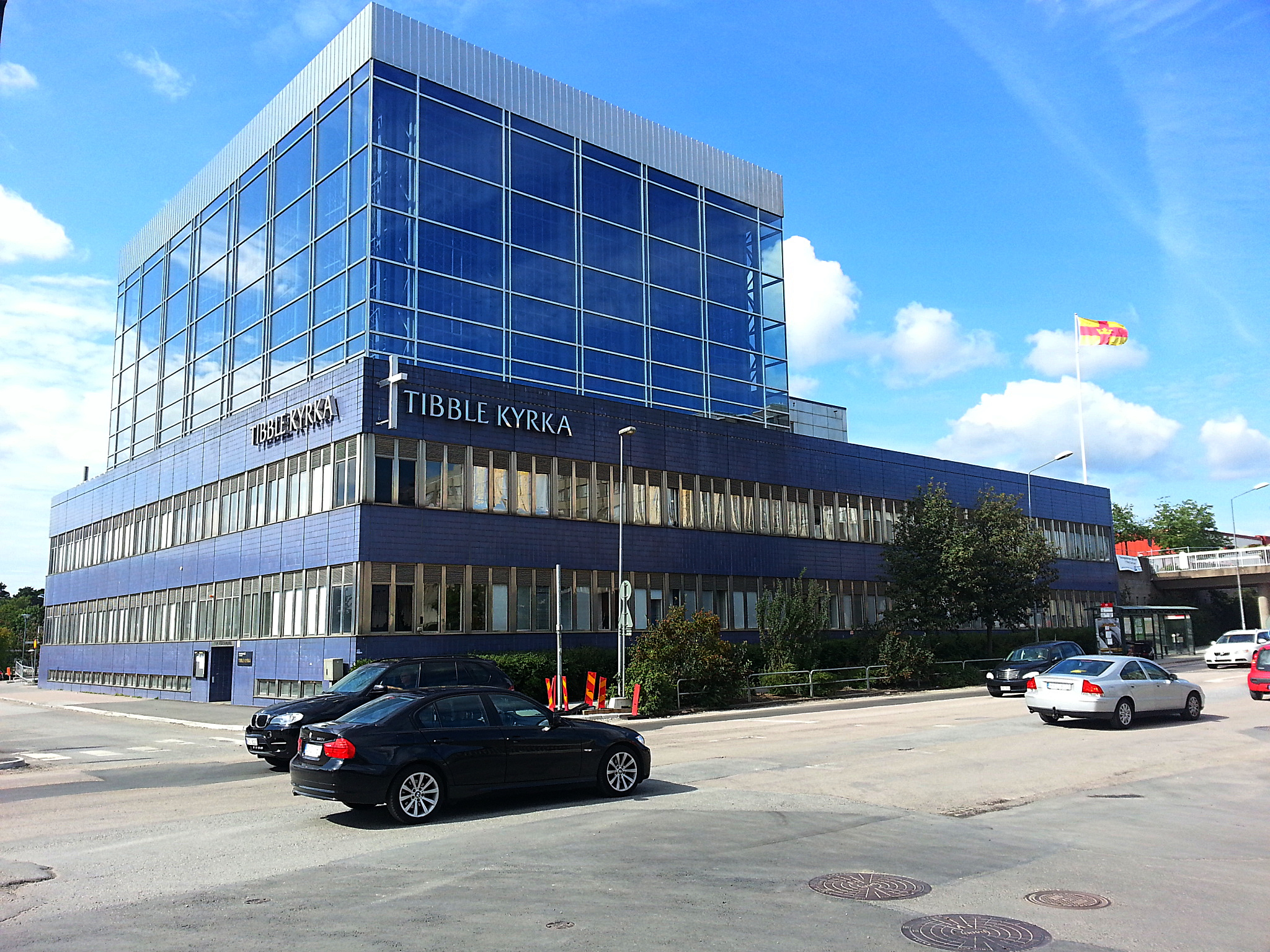
Kyrksalens glasväggar utifrån

Glasmosaiken i Tibble kyrka är konstverk som utförts av den danske konstnären Mogens Jørgensen.
Arkitekttävlingen om Tibble kyrka utlystes i de nordiska länderna 1964 och ledde till 91 insända bidrag. Den vanns 1966 av ett team bestående av arkitekterna  Inger Exner, Johannes Exner och Mogens Hansen, civilingenjören Edvald Troelsgård, arkitekten och skulptören Gudrun Steenberg samt målaren Mogens Jørgensen. Kyrkan byggdes 1971-78, men då under ledning av arkitekten Göran Kjessler, Mogens Jørgensen och Gudrun Stenberg, och invigdes i sin helhet första advent 1978.
Den kvadratiska kyrksalens höga glasväggar är en integrerad del av arkitektur och konstruktion och har 950 kvadratmeter blyspröjsade glasmosaikväggar utförda av Mogens Jørgensen. Denne hade vid skapandet utgått från skildringen av "det nya Jerusalem" från Johannes uppenbarelse i Bibeln. Mogens Jørgensen gjorde utsmyckningar av olika slag i ett flertal kyrkor i Danmark och Sverige, ofta tillsammans med hustrun Gudrun Steenberg. Glasmosaikerna i Tibble kyrka kan anses vara hans, och paret Jørgensen-Steenbergs, främsta arbete. Gudrun Steenberg har också utformat altarets kors i furu.
| ”                  | Kanske vi idag har större möjligheter än någonsin tidigare att ge en bild av det, som föresvävat författaren av Johannes Uppenbarelse. En bokstavlig framställning av en stad med gator av guld och så vidare, övertygar oss inte. Men just i det formspråk som är levande idag finns en ny möjlighet - när det talar i glasmosaiker - att uttrycka något av det, som inte är av denna världen. ... När jag nämner det himmelska Jerusalem som en av mina inspirationskällor innebär det inte, att glasmosaikerna överallt fyller rummet med färg - det är tvärtom mitt mål, att färgerna inte skall vara påträngande utan skapa en lugn atmosfär i rummet, där vissa partier - som hörnen och östväggen - samlar sig till färgknippen, som strålar mot en bakgrund av mer neutrala partier. Ljuset utifrån kommer dygnet om att ge glaset en stadigt skiftande färgrikedom, och när det är tänt inne i kyrkan, kommer glasmosaikernas färgspel om kvällen att ses långt bort. | „ |
| – Mogens Jørgensen | |   |